# Jiang Lin
Jiang Lin (född 23 oktober 1981) är en kinesisk idrottare som tog brons i bågskytte vid olympiska sommarspelen 2008. 

## Meriter

### Olympiska meriter

#### Olympiska sommarspelen 2008
| Namn                              | Gren         | Rankingrunda | Rankingrunda | 32-delsfinal             | 16-delsfinal     | 8-delsfinal                  | Kvartsfinal            | Semifinal              | Final                 | Final            |
| Namn                              | Gren         | Poäng        | Seed         | Resultat                 | Resultat         | Resultat                     | Resultat               | Resultat               | Resultat              | Plats            |
| --------------------------------- | ------------ | ------------ | ------------ | ------------------------ | ---------------- | ---------------------------- | ---------------------- | ---------------------- | --------------------- | ---------------- |
| Jiang Lin                         | Individuellt | 632          | 55           | Lee (KOR) (10) L 108-112 | Gick inte vidare | Gick inte vidare             | Gick inte vidare       | Gick inte vidare       | Gick inte vidare      | Gick inte vidare |
| Xue Hai Feng Jiang Lin Li Wenquan | Lag          | 1941         | 12           | N/A                      | N/A              | Storbritannien (5) W 214-210 | Ryssland (4) W 217-209 | Sydkorea (1) L 221-218 | Ukraina (2) W 222-219 | Bronze           |